# Konstal 105Nf
Konstal 105Nf je čtyřnápravová tramvaj, která byla vyráběna v letech 1994–1996 polskou firmou Konstal v Chořově pro varšavskou tramvajovou síť jako nástupce tramvají 105Nb/e. Celkem bylo vyrobeno 44 vozů.

## Konstrukce
Tramvaj 105Nf vychází z tramvaje typu Konstal 105Nb/e z let 1993–1994. Jedná se o jednosměrný čtyřnápravový motorový tramvajový vůz se čtyřmi dveřmi a standardní výškou podlahy. Vozy jsou vybaveny elektrickou odporovou výzbrojí. Sedačky pro cestující jsou plastové s textilním potahem. Horní část oken je otevíratelná, výklopná. Kabina řidiče je uzavřená. Rozdílem oproti tramvajím 105Nb/e jsou nové stejnosměrné motory typu Ltd-220, modernější podvozky se systémem mazání kol a nový řídicí pult.

## Dodávky
| Současný stát | Město   | Článek | Typ   | Roky dodávek | Počet vozů | Evidenční čísla při dodání | Poznámky | Zdroj |
| ------------- | ------- | ------ | ----- | ------------ | ---------- | -------------------------- | -------- | ----- |
| Polsko        | Varšava | článek | 105Nf | 1994–1996    | 44         | 1411–1444                  |          | [ 1 ] |